# Krutîi Bereh, Nikopol
Krutîi Bereh (în ucraineană Крутий Берег) este un sat în comuna Șevcenkove din raionul Nikopol, regiunea Dnipropetrovsk, Ucraina.

## Demografie
Componența lingvistică a localității Krutîi Bereh
     Ucraineană (94,95%)
     Rusă (5,05%)
Conform recensământului din 2001, majoritatea populației localității Krutîi Bereh era vorbitoare de ucraineană (94,95%), existând în minoritate și vorbitori de rusă (5,05%).